# Authyala obliquaria
Authyala obliquaria är en fjärilsart som beskrevs av W. Warren 1905. Authyala obliquaria ingår i släktet Authyala och familjen tandspinnare. Inga underarter finns listade i Catalogue of Life.